# Pfarrkirche Bullendorf

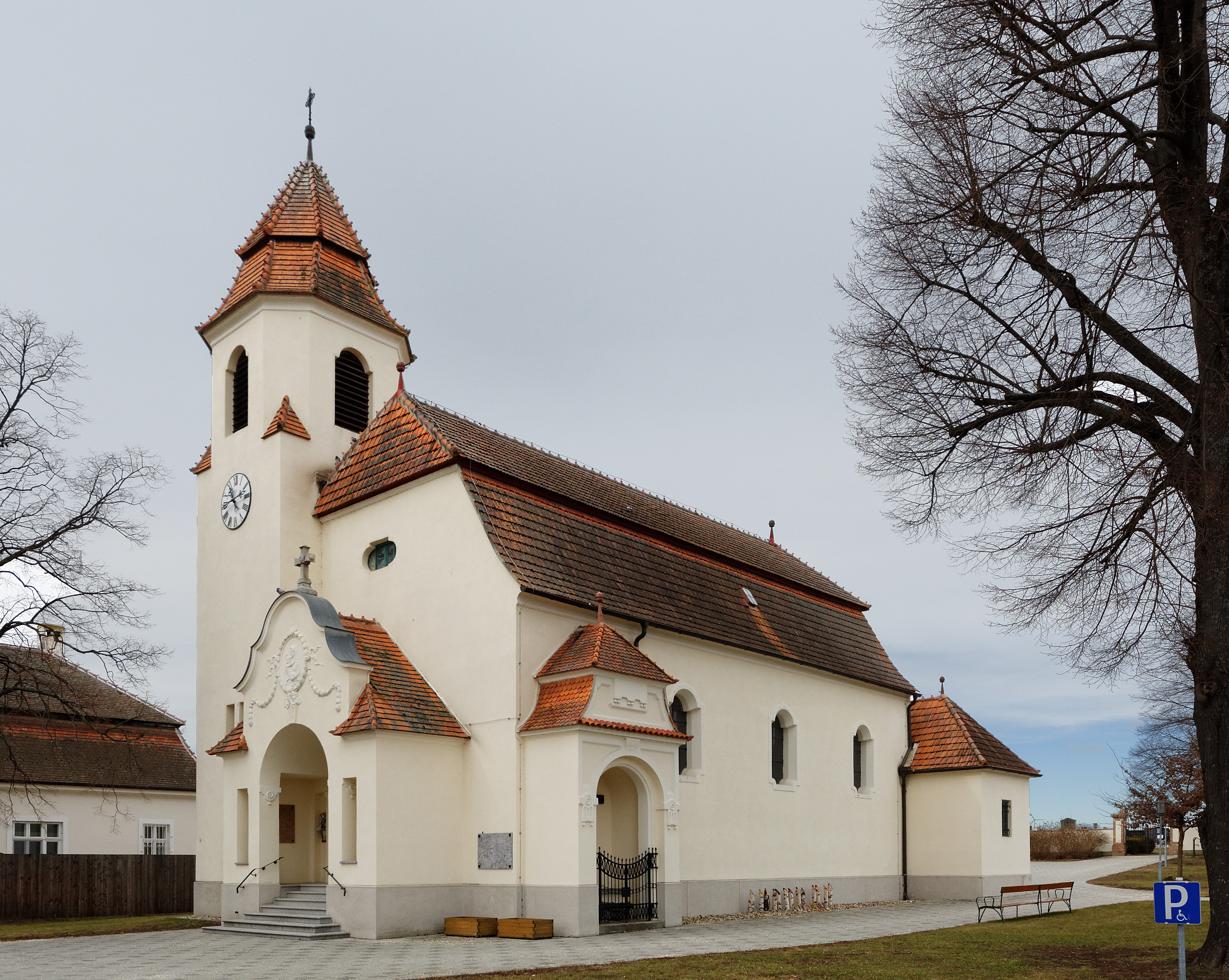
Katholische Pfarrkirche Maria Königin in Bullendorf

Die römisch-katholische Pfarrkirche Bullendorf steht mittig im nördlichen Ortsteil an der Hauptstraße von Bullendorf in der Marktgemeinde Wilfersdorf im Bezirk Mistelbach in Niederösterreich. Die dem Patrozinium Maria Königin unterstellte Pfarrkirche gehört zum Dekanat Mistelbach-Pirawarth im Vikariat Unter dem Manhartsberg der Erzdiözese Wien. Die Kirche steht unter Denkmalschutz (Listeneintrag).

## Geschichte
Die Kirche wurde 1912 nach Plänen des Architekten Karl Weinbrenner durch den Baumeister Josef Dunkl erbaut.
Die Pfarre wurde 1971 gegründet.

## Architektur
Das Kirchenäußere zeigt ein schlichtes Langhaus und einen nördlichen Chor mit einem Südwestturm in neobarocken Formen, das Langhaus trägt ein Schopfwalmdach, der niedrigere eingezogene Chor hat einen polygonalen Schluss, der quadratische Turm, der Eingangsseite seitlich beigestellt, hat ein achteckiges Glockengeschoß und trägt ein achteckiges gestuftes Pyramidendach. Der Portalvorbau hat einen geschwungenen Giebel und zeigt im Giebelfeld zwischen Blätterfestons ein reliefiertes Stuckmedaillon Madonna mit Kind.
Das Kircheninnere zeigt ein dreijochiges Langhaus mit einem Tonnengewölbe auf Gurtbögen auf Konsolen mit Neorenaissancedekor. Die vorschwingende Orgelempore steht auf schmalen Pfeilern. Der eingezogene Triumphbogen ist rundbogig. Der Chor schießt rund.

## Einrichtung
Der Hochaltar als Holzretabel auf einem hohen Postament trägt auf einem erhöhten Mittelteil einen Dreieckgiebel mit teils vergoldetem neoklassizistischem Dekor, er zeigt das Altarblatt hl. Maria als Himmelskönigin des Malers Rudolf Sagmeister 1911.
Die Orgel baute Johann M. Kauffmann 1913.